# Daniels Park
Daniels Park es un antiguo rancho de trabajo en el condado de Douglas, Colorado, Estados Unidos. Ubicado cerca de Sedalia, Colorado, fue incluido en el Registro Nacional de Lugares Históricos en 1995.  El parque es uno de los Denver Mountain Parks. Está ubicado a lo largo de Douglas County Road 67 al noreste de Sedalia. El parque de hoy en día puede haber sido el sitio de la última fogata de Kit Carson e incluye un monumento al hombre de la frontera.
Florence Martin, una filántropa australiana-estadounidense, hizo dos donaciones de 1000 acres (405 ha) de su rancho para establecer Daniels Park. El parque incluye algunas estructuras que datan de 1920 y obra del arquitecto Jules Jacques Benoit Benedict. Las ubicaciones destacadas incluyen Florence Martin Ranch, Riley Hill y Wildcat Point.  Una manada de bisontes vive en el parque y los bisontes pastan en la hierba de la pradera en las elevaciones superiores del parque. Debido a la presencia de bisontes, la mayor parte del parque no está abierto al público.

## Historia
Las vistas despejadas que ofrecen las prominencias en Riley Hill Ridge y Wildcat Point llevaron al área que se convertiría en Daniels Park a volverse popular como parada para los viajeros en el siglo XIX. Daniels Park Road se originó como un sendero construido en la cresta a fines de la década de 1850 o principios de la de 1860, lo que lo convierte en uno de los primeros caminos territoriales de Colorado. En 1868, el célebre hombre de la frontera Kit Carson supuestamente hizo su última fogata en Wildcat Point mientras viajaba desde Denver por Riley Hill antes de morir en Fort Lyon. El parque moderno ahora incluye un monumento a Carson, colocado por Territorial Daughters en 1923. En la década de 1860, el reportero del periódico Fitz Hugh Ludlow dio fe de un bosque petrificado, ahora reconocido como el bosque petrificado Cherokee Ranch, en el área actual de Daniels Park.
Florence Martin, una filántropa australiano-estadounidense, hizo dos donaciones de la tierra de su rancho por un total de alrededor de 1000 acres (405 ha) que se convirtió en Daniels Park. William Cooke Daniels, alcalde y propietario de los grandes almacenes Daniels & Fisher en Denver, y su esposa, Cicely Banner Daniels, murieron en 1918. La propiedad de la tienda pasó al presidente de la tienda Charles MacAllister Willcox y Martin (un amigo de Cicely). Martin compró la propiedad que se convirtió en Daniels Park en 1919 como casa de verano para ella y su hermana, Emily. Al año siguiente, Florence donó 38 acres al sistema de Denver Mountain Parks, dependiendo de que lo nombraran en honor al difunto Daniels; el área pasó a llamarse Daniels Park después de haber sido conocida anteriormente como Wild Cat Mountain y Auto View.
En 1922, Jules Jacques Benoit Benedict diseñó un refugio de pícnic para el nuevo parque. La ciudad también construyó varios sitios para fogatas. Las vistas del parque de Cordillera Front desde pico Pikes hasta pico Longs hicieron que la pequeña área se convirtiera en un lugar de pícnic popular. En el terreno retenido por Martin, se construyeron una casa y un rancho a principios de la década de 1920. La casa de Martin se quemó en 1937, lo que la animó a donar 962 acres del rancho al sistema de Denver Mountain Parks. Los empleados de mantenimiento del parque y su equipo se mudaron a las instalaciones del rancho sobreviviente.
En otro parque de montaña de Denver, Genesee Park, una manada de bisontes estaba creciendo demasiado para el área. Esta manada de bisontes se había extraído del parque nacional de Yellowstone como parte de los esfuerzos anteriores para preservar las especies en peligro de extinción. Se tomaron veinte bisontes de la manada de Genesee y se trasladaron a Daniels Park en 1938, con alrededor de 800 acres del parque asignados a la manada. Tanto las manadas de Genesee como las de Daniels Park se han convertido en fuentes de bisontes para los nativos estadounidenses, incluidas las tribus Cheyenne y Arapaho en Oklahoma. Si bien el bisonte se había subastado previamente, Denver comenzó a donar crías a tribus selectas en 2022.

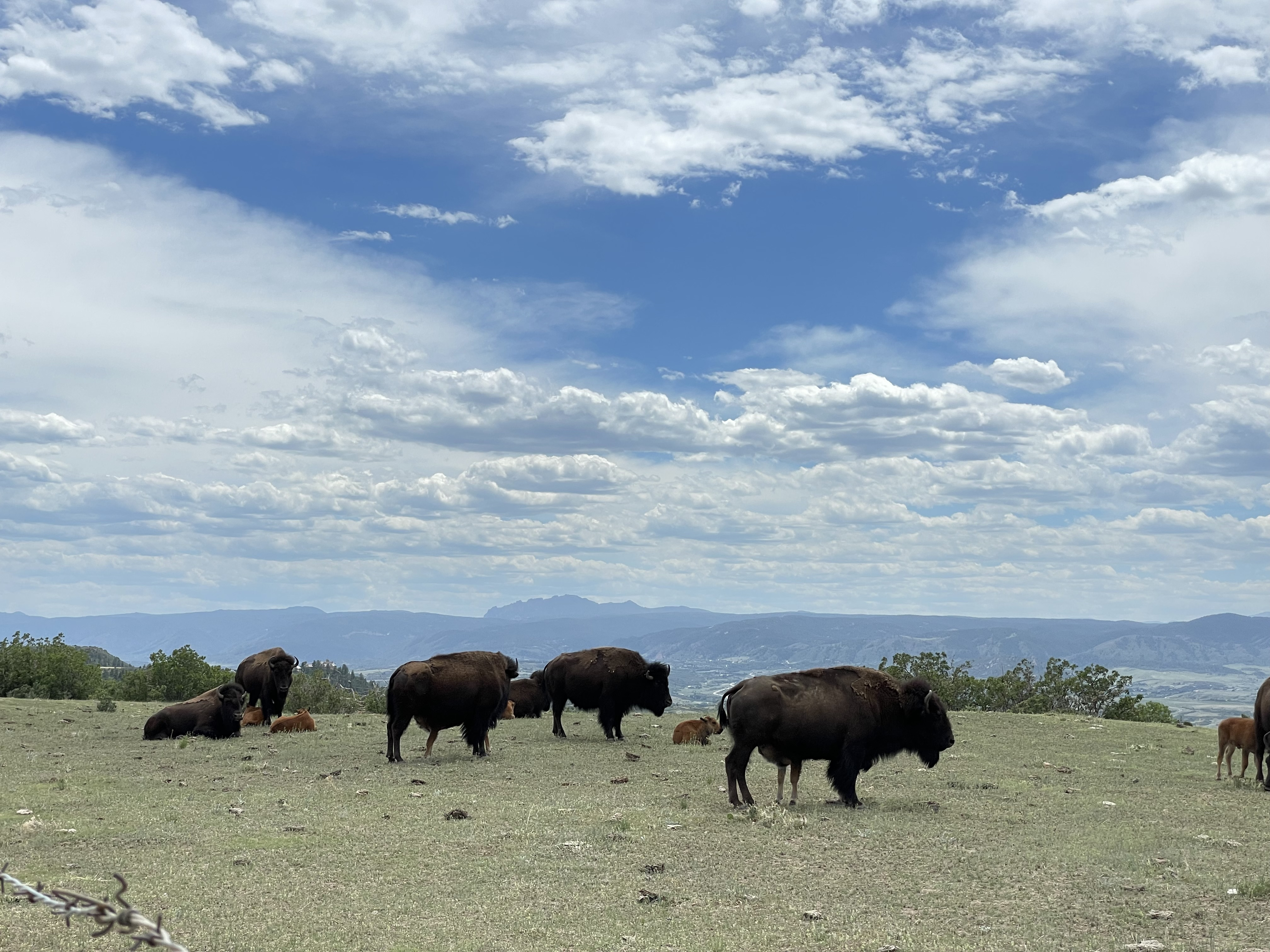
Bisonte en Daniels Park, 2022.

Richard Tall Bull, un cheyenne, presionó a Denver para que procurara un espacio donde la comunidad nativa americana de la ciudad pudiera tener acceso exclusivo para las ceremonias y celebraciones de permisos. Eligió un área de 70 acres del norte de Daniels Park, que Denver reservó para uso exclusivo de los nativos americanos en 1977; esta subvención se prorrogó por 25 años en 1997. La gestión de Tall Bull Memorial Grounds está coordinada por el Tall Bull Memorial Council intertribal, que organiza un powwow anual el fin de semana del Día del Trabajo.
Desde fines de la década de 1990 en adelante, Denver y el condado de Douglas se coordinaron para mejorar la accesibilidad del parque debido a los recientes desarrollos residenciales cercanos. El exterior del granero de Martin Ranch se restauró en 2006, siguiendo un plan maestro para mejorar el parque compartido en 2007. En 2008, Denver y el condado de Douglas firmaron un acuerdo de cooperación centrado en la restauración del parque. En 2017 se anunció otro programa de mejora que incluía caminos pavimentados, nuevos senderos y estacionamiento adicional y lugares con miradores. Las mejoras, que costarán $2 millones, fueron financiadas por los gobiernos de los condados de Denver y Douglas. A principios de año, se informó de una ola de delitos en el parque, incluidas cantidades sustanciales de grafiti, basura y fogatas al aire libre. El daño al parque resultó costoso, lo que llevó a los guardabosques del parque de la montaña de Denver y al alguacil del condado de Douglas a introducir cercas y patrullas adicionales en el parque; Se sospechaba de adolescentes en los daños. El parque es propiedad de la ciudad, mientras que Daniels Park Road es propiedad del condado de Douglas.
En junio de 2022, los comisionados del condado de Douglas emitieron una propuesta para apoderarse de Daniels Park en represalia contra Denver luego de una votación de mayo del consejo de la ciudad de Denver para prohibir la portación oculta de arma en los parques de la ciudad. El esfuerzo fue dirigido por el comisionado del condado de Douglas, George Teal, y la comisionada Lora Thomas se opuso. Un funcionario del gobierno de Denver estimó el pago requerido para adquirir el parque en alrededor de $ 800 millones. Michael Hancock, el entonces alcalde de Denver, anunció que «no tenía interés» en que Daniels Park fuera propiedad del condado de Douglas y dijo que las propuestas no disuadirían a la ciudad de proseguir con la prohibición de armas de fuego ocultas en sus parques.

## Descripción
El parque de aproximadamente 1000 acres incluía cuatro grupos de estructuras, incluido un total de 10 edificios contribuyentes, nueve estructuras contribuyentes y tres sitios contribuyentes en su registro del Registro Nacional de Lugares Históricos de 1994. Entre las estructuras se encuentra un refugio para pícnic diseñado por el arquitecto Jules Jacques Benoit Benedict. El rancho Florence Martin sobreviviente como un ejemplo de la ganadería de Colorado de principios del siglo XX y muestra elementos artesanales típicos de la arquitectura rural contemporánea.
La prominente cresta de Riley Hill divide el parque y llega a la elevación de 6600 pies Wildcat Point. El paisaje del parque incluye una topografía variada, que incluye pastizales, afloramientos rocosos y una mesa de arenisca. Es el único parque de pradera del sistema de parques de montaña de Denver. Gran parte del parque es inaccesible al público debido a la presencia de una manada de bisontes. Los alces también deambulan por los terrenos del parque.
Daniels Park está al este de la comunidad de Castle Pines, aunque los desarrollos previstos no afectan las vistas hacia el oeste del parque. Highlands Ranch limita con el parque al norte. La U.S. Ruta 85 corre hacia el sur y el oeste. El parque se encuentra junto a Highlands Ranch Backcountry Wilderness y Cherokee Ranch, de propiedad privada, creando un espacio abierto combinado de 12 000 acres que se extiende desde Sedalia hasta Highlands Ranch. El área incluye un bosque petrificado de 55 millones de años.

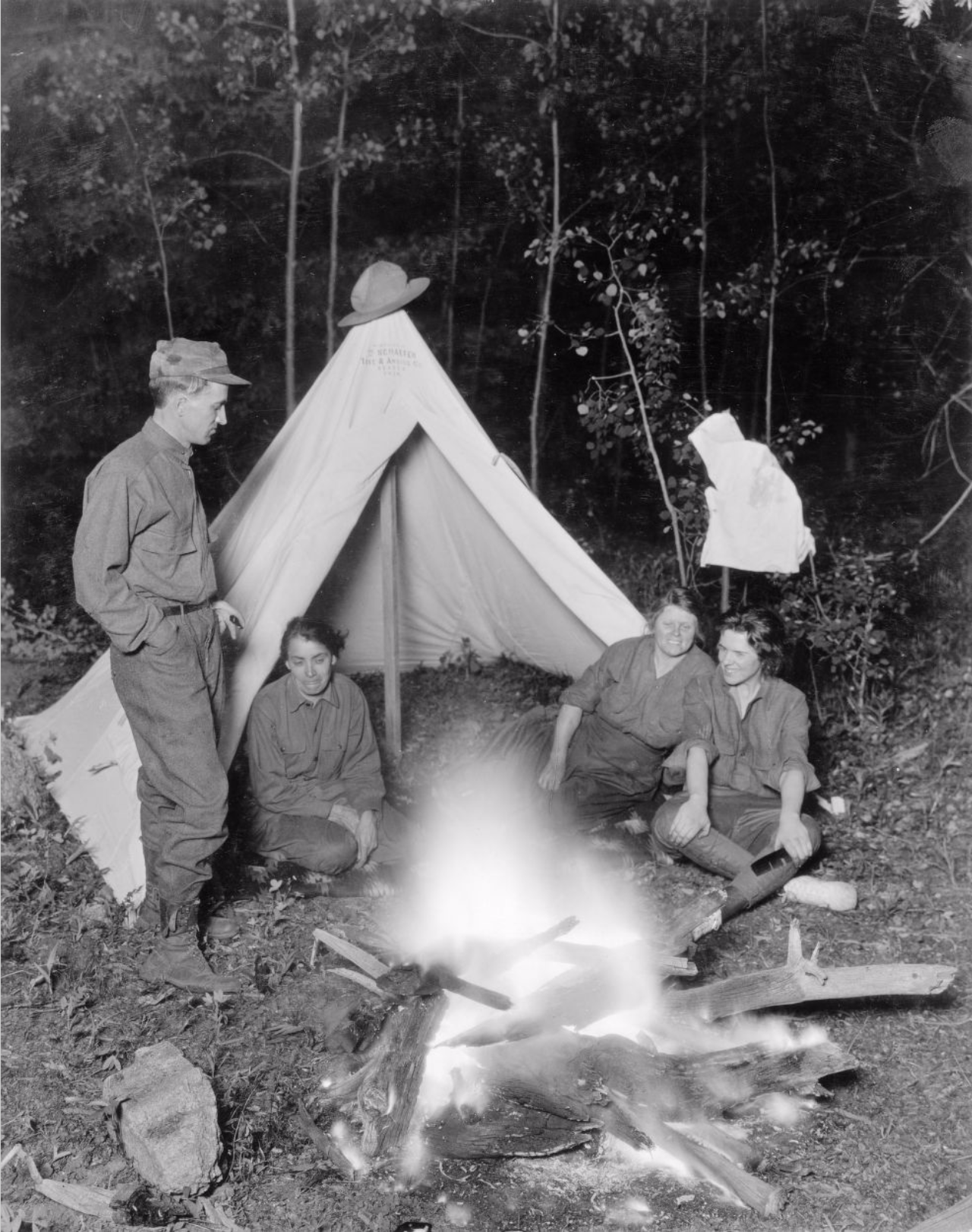
Una fogata en Daniels Park, agosto de 1920.
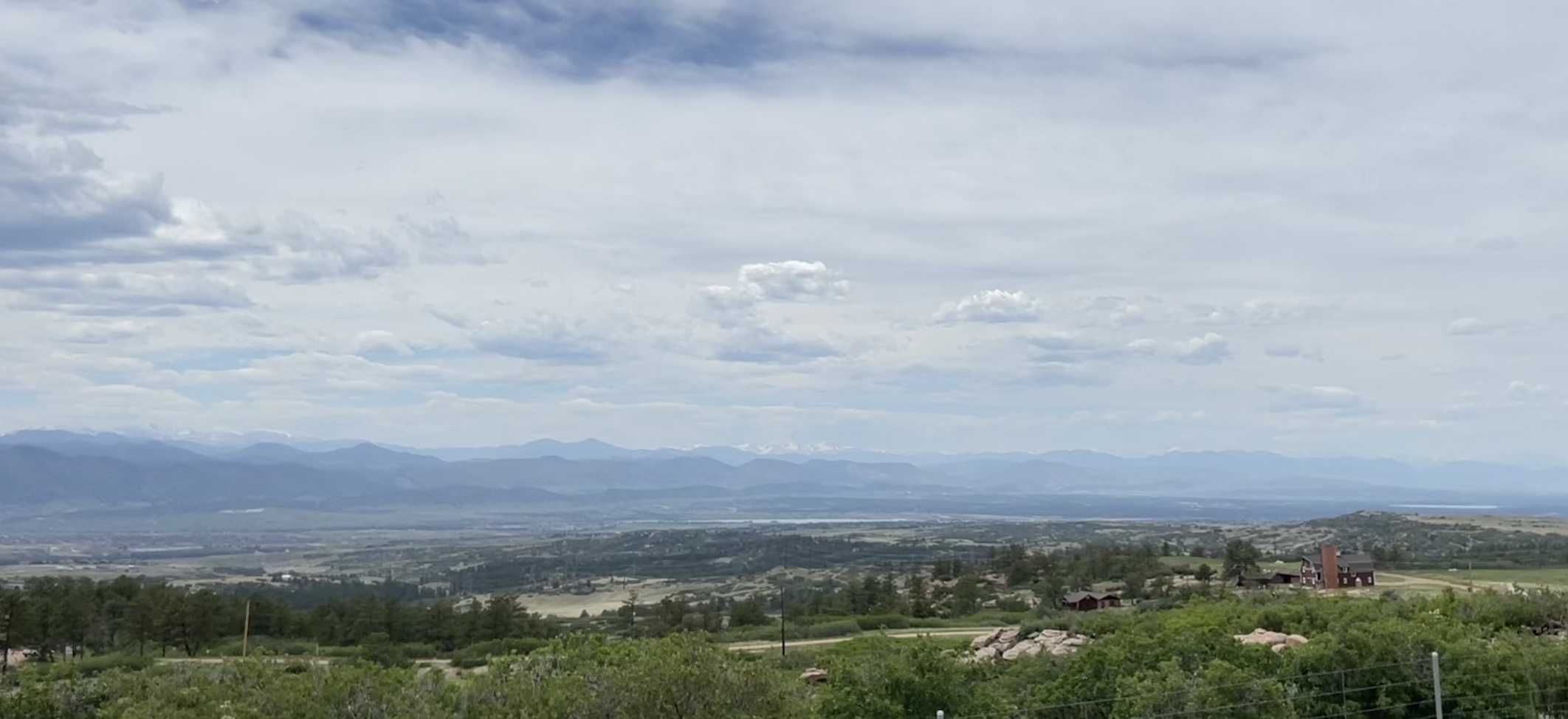
Granero y silo de Daniels Park mirando al norte.